# Shaunette Renée Wilson
Shaunette Renée Wilson (nascuda el 19 de gener de 1990) és una actriu estatunidenca nascuda a Guyana. És coneguda sobretot per les seves quatre temporades en el paper de la Dra. Mina Okafor a la sèrie The Resident.
Ha aparegut a Black Panther, Billions, i A Kid Like Jake.

## Biografia
Shaunette Renée Wilson va néixer a Guyana i va créixer a Nova York a partir dels dos anys. És filla de Deberah i Wesley Wilson, i té tres germans: el seu germà Andre i les germanes Serena i Synique.
Shaunette va estudiar a la Yale School of Drama. Es va graduar en Drama i Teatre al Queens College.
El 2021, Shaunette fou contractada per a participar en Indiana Jones and the Dial of Destiny.

## Filmografia

### Cinema
| Encara no estrenada | Denota obres que encara no s'han estrenat |

| Any  | Títol                                 | Paper              | Notes |
| ---- | ------------------------------------- | ------------------ | ----- |
| 2018 | A Kid Like Jake                       | Dream Mom          |       |
| 2018 | Black Panther                         | Dora Milaje (1992) |       |
| 2023 | Indiana Jones and the Dial of Destiny | Agent Mason        |       |

### Televisió
| Any       | Títol         | Paper           | Notes                                   |
| --------- | ------------- | --------------- | --------------------------------------- |
| 2017      | Billions      | Stephanie Reed  | 7 episodis                              |
| 2018–2021 | The Resident  | Dr. Mina Okafor | Protagonista principal (Temporades 1-4) |
| 2019      | Into the Dark | Marie           | Episodi: "Treehouse"                    |